# ريتش فيشر
ريتش فيشر (بالإنجليزية: Rich Fisher)‏ هو صحفي ومذيع أخبار أمريكي، ولد في 31 مارس 1949 في ديترويت في الولايات المتحدة، وتوفي في 24 مارس 2017 في رويال أوك في الولايات المتحدة بسبب سرطان المريء.